# G 114-10
G 114-10 (LP 725-25 / LTT 3201) es una estrella de magnitud aparente +11,80.
Situada en la constelación de Hidra, se localiza a 12,2 minutos de arco de la variable RV Hydrae.
Conocida por su número de Catálogo Giclas, se encuentra aproximadamente a 60 años luz (18,3 pársecs) del sistema solar.
G 114-10 es una enana roja de tipo espectral M2.5V de características similares a las de Lalande 21185 o Lacaille 9352.
Tiene una temperatura superficial de ~ 3476 K y la medida de su diámetro angular —0,215 milisegundos de arco— permite estimar su diámetro real, equivalente al 43% del que tiene el Sol.
Su luminosidad bolométrica —energía emitida en todas las longitudes de onda— es baja, equivalente al 2,3% de la luminosidad solar.
Es notable su elevada abundancia relativa de metales —entendiendo como tales aquellos elementos más pesados que el helio—, siendo su índice de metalicidad [M/H] = +0,28; en un estudio llevado a cabo entre más de 300 enanas rojas cercanas, G 114-20 es la que presenta un mayor contenido metálico.